# Billet de 100 francs noir
Pour les articles homonymes, voir 100 francs.
Recto
Chronologie
100 francs bleu
Le 100 francs noir est un billet de banque français créé le 16 mars 1848 dans une version provisoire puis le 14 septembre 1848 dans une version définitive par la Banque de France. Il est le premier billet de cent francs.

## Historique
Ce billet est né au moment des troubles liées à la Révolution française de 1848 qui vit l'instauration le 15 mars du cours forcé. Il est le premier à ne pas comporter la mention « Il sera payé à vue, en espèces, au porteur la somme de... », c'est-à-dire qu'on ne pouvait l'échanger dans les comptoirs d'escompte de la Banque de France contre des espèces métalliques or et argent. Cette disposition fut abrogée en 1850 lorsque les finances publiques furent assainies. 
La proclamation de la IIe République le 25 février 1848 déclenche un mouvement de panique qui fait affluer les porteurs de billets aux guichets de la Banque de France et est à l’origine de l’instauration par décret le 15 mars 1848 du cours forcé. Ce même décret autorise la Banque à émettre des billets de 100 francs afin de faciliter la circulation monétaire. Pressée par les circonstances, la Banque met en circulation un billet provisoire ; orné de motifs évoquant l’Agriculture, l’Industrie, le Commerce et la Navigation. Ces billets imprimés sur un papier blanc revêtu d’un fond vert lithographique, sont fabriqués et livrés en moins d’un mois, ce qui constitue une performance remarquable. Ils sont retirés de la circulation dès l’émission du billet définitif qui reprend le type de la vignette du billet de 500 francs 1817.
Il est définitivement privé de cours légal en décembre 1897.

## Description du 100 F. provisoire

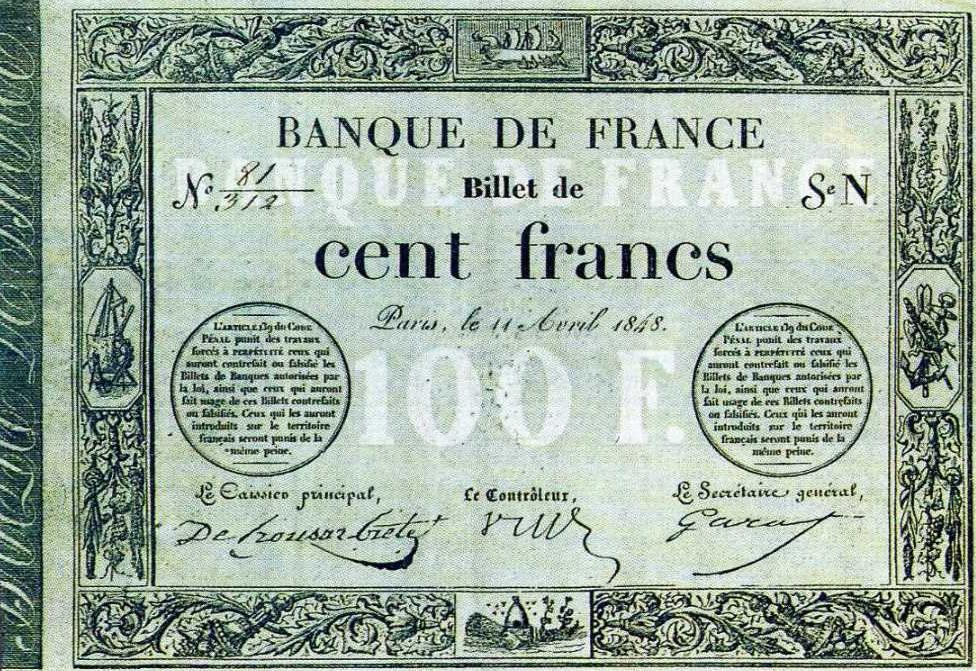
Billet de 100 francs « provisoire » lithographié en vert.

La version dite « provisoire » est imprimée en noir sur papier du Marais lithographié en vert avec au verso l’impression « à l’identique inversé », procédé qui consiste à imprimer au verso la même vignette qu’au recto et l'image apparaît alors en lecture inversée. Elle comporte un simple encadrement ornemental de type néo-classique, un talon calligraphié et un filigrane blanc reproduisant la mention « Banque de France 100 F. ». Les motifs sont repris de Charles Normand et gravés par André Galle. Le fonctionnaire français à la préfecture de Paris, Anatole Hulot, qui maîtrisait le procédé de galvanotypie, participa à la fabrication de ce nouveau billet de banque ; il avait déjà contribué à la fabrication du billet de 200 francs. 
Un tirage de 80 000 billets de cette série est effectué chez l’imprimeur Didot, tous signés de façon manuscrite, entre autres par Paulin Garat et Henry de Crousaz-Cretet. 
Ce billet, retiré de la circulation dès juin 1849, est extrêmement rare.

## Description du 100 F. définitif
Ce billet est créé le 14 septembre 1848. Il s'agit d'un monotype noir imprimé sur un papier spécial extrêmement fin. Les motifs sont de type néo-classique repris du 500 francs 1817 mais retravaillés par Jacques-Jean Barre et comporte des modifications sensibles. Le type définitif, dit aussi « transposé » ou parfois « à l'italique », se présente avec au verso une impression à l’identique inversé. Sont imprimés en vis-à-vis deux cartouches, en blanc et en noir au blanc, énonçant les peines encourues en cas de contrefaçon ainsi qu'au talon, à bord perdu, des lettres calligraphiées reproduisant les mots « Banque de France ».
Les trois signatures sont manuscrites, la numérotation l'est en partie. 
En transparence, on peut lire la mention filigranée en blanc : « 100 Fr Banque de France ».
De 1848 à 1862, la Banque de France tirera 5 525 000 exemplaires de ce premier billet de cent francs, avant d'engager un processus de fabrication plus sécurisée.
Les dimensions sont de 180 × 112 mm.

## Remarques
- Le 22 juin 1850 fut arrêté Dominique Bertrand qui à l'aide d'une chambre à tiroir réalisa plusieurs clichés imprimé en daguerréotypie d'un billet de 100 francs, contrefaisant les signatures tandis que les numéros de série restaient inchangés.
- L'édition 1960 de L'Argent d'Émile Zola parue au Livre de Poche reproduit sur sa couverture quelques exemplaires de ce billet.